# Rio Aire (Inglaterra)
O rio Aire é o maior curso de água da região de Yorkshire, Inglaterra, possuindo 71 milhas (110 km) de comprimento. A parte do rio abaixo de Leeds é canalizada e conhecida como Aire and Calder Navigation.
O Aire começa sua jornada no lago Malham Tarn. Torna-se um fluxo subterrâneo em Water Sinks, cerca de 1 milha (1,6 km) antes do topo das Malham Cove, que então flui no subsolo para Aire Head, logo abaixo Malham, em North Yorkshire e, em seguida, flui através de Gargrave e Skipton. Após Cononley, o rio entra em West Yorkshire, onde passa através das antigas áreas industriais de Keighley, Bingley, Saltaire e Shipley. Em seguida, ele passa por Leeds e as vilas de Swillington e Woodlesford. Em Castleford ocorre a confluência do Aire e Calder; a jusante da confluência foi a vau, onde a antiga estrada Britânica, usado pelos romanos, cruza seu trecho norte para York. O rio entra novamente em North Yorkshire próximo a Knottingley e, na sua parte inferior faz parte da fronteira entre North Yorkshire e o East Riding of Yorkshire.
O rio Aire desagua no rio Ouse, em Airmyn, sendo Myn uma palavra do inglês antigo para Foz. Seu nome possivelmente é derivada de Isara, palavra do Commom Brittonic (língua celta antiga falada na Grã-Bretanha), que significa rio forte.

## Percurso
A partir da nascente
- Malham
- Hanlith
- Airton
- Bell Busk
- Gargrave
- Skipton
- Bradley
- Cononley
- Kildwick
- Silsden
- Steeton
- Utley
- Keighley
- Riddlesden
- Crossflatts
- Bingley
- Saltaire
- Shipley
- Charlestown
- Esholt
- Apperley Bridge
- Horsforth
- Kirkstall
- Holbeck
- Leeds
- Knowsthorpe
- Allerton Bywater
- Castleford
- Brotherton
- Ferrybridge
- Knottingley
- Beal
- West Haddlesey
- Chapel Haddlesey
- Temple Hirst
- Hensall
- Gowdall
- Snaith
- Rawcliffe
- Newland
- Airmyn

## Centrais elétricas do vale do Aire
Há três estações de energia ao longo do rio Aire à leste de Castleford; Ferrybridge C, Eggborough e Drax. Drax utiliza o rio Ouse para sua estação de tratamento, mas tanto Ferrybridge quanto Eggborough extraem sua água do Aire. Ambas estas plantas deverão ser fechadas em 2016.

## Ecologia
O Aire flui através da antiga paisagem industrial de West Yorkshire, que tinha a reputação de ser muito poluída. Em 2007, foram efetuadas melhorias nas obras de esgoto em Esholt na ordem de £110 milhões de libras. Estão sendo realizadas obras também para fazer as muitas barragens no rio mais fáceis para a circulação dos peixes. Estas obras tem permitido o retorno de lontras e ratazanas d'água ao rio, pois a qualidade da água e dos alimentos é muito superior a quando era poluído.
O tratamento de águas residuais em Castleford teve investimento de £16 milhões entre 2013 e 2015. As obras para esta planta, que descarrega água diretamente para o rio Aire, também melhoraram muito a qualidade da água na jusante da usina.
| Rio Aire ao sul de Malham | Bingley | Kirkstall Abbey | Ponte sobre o Rio Aire em Castleford | Castleford | Leeds | Clarence Dock, Leeds | Pollard Bridge, Newlay, próximo a Leeds |